# 海火式戰鬥機
海火式戰鬥機（英語：Seafire）是超級馬林飛機公司應英國皇家海軍於1941年提出的方案而把英國皇家空軍的噴火式戰鬥機作為藍本發展而來的艦載戰鬥機，原因是皇家海軍見到海颶風戰鬥機在護航航空母艦的成功。
海火式戰鬥機保有原先噴火式的機動靈活的飛行性能，但缺點是航程較短和著艦較為困難。

## 基本資料（海火三型）
- 機長：9.21米
- 翼展：11.22米
- 機高：3.48米
- 空重：2814公斤
- 最大起飛重：3565公斤
- 翼面積：22.5平方米
- 最快時速：578公里/小時
- 航程：825公里
- 昇限：9754米
- 發動機：1俱水冷式勞斯萊斯梅林55M型發動機（1585匹馬力）
- 武裝：機翼兩支20毫米口徑機炮+機翼4支7.7毫米口徑M1919機槍

## 設計理念與型號

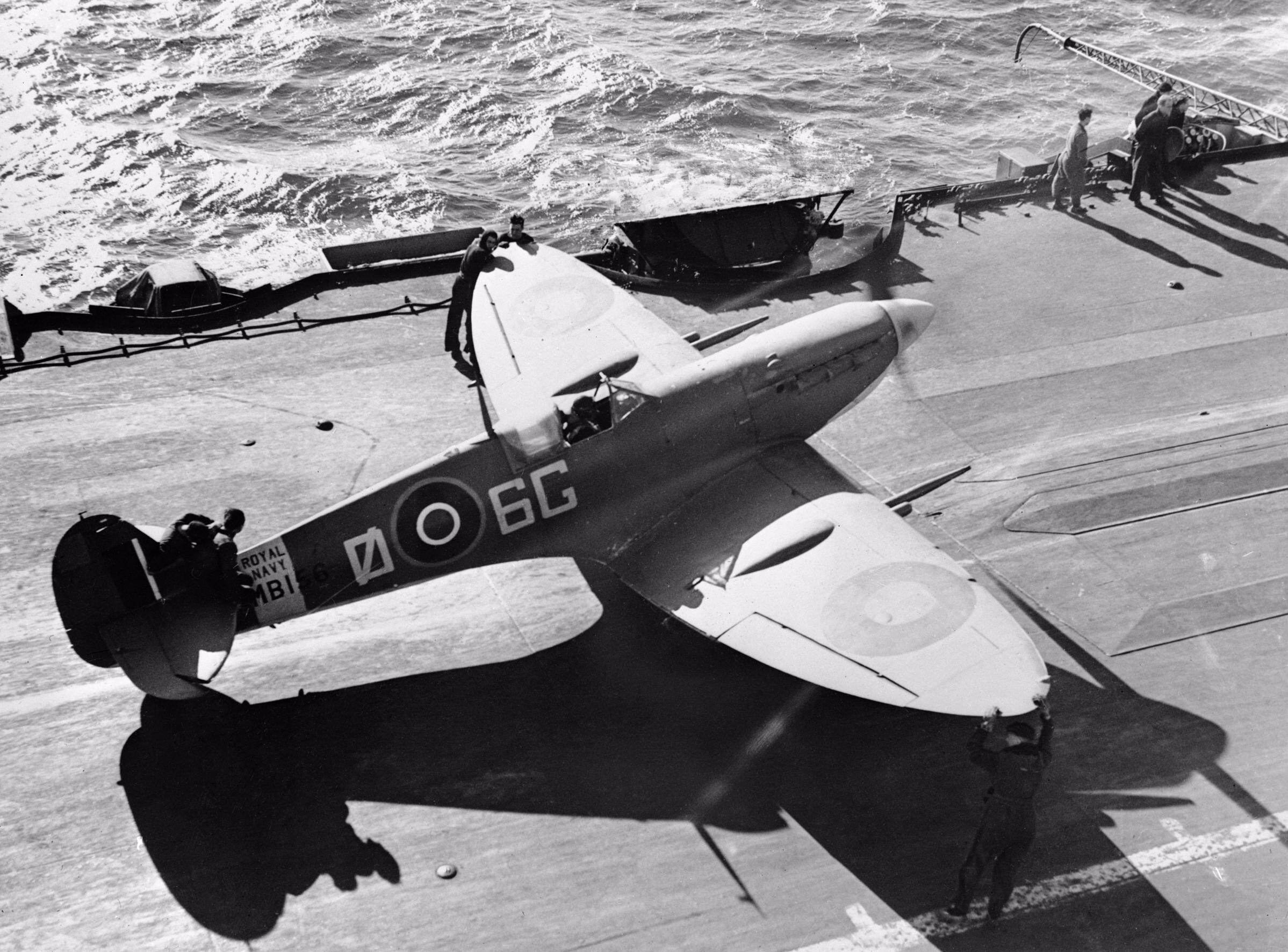
海火二C型

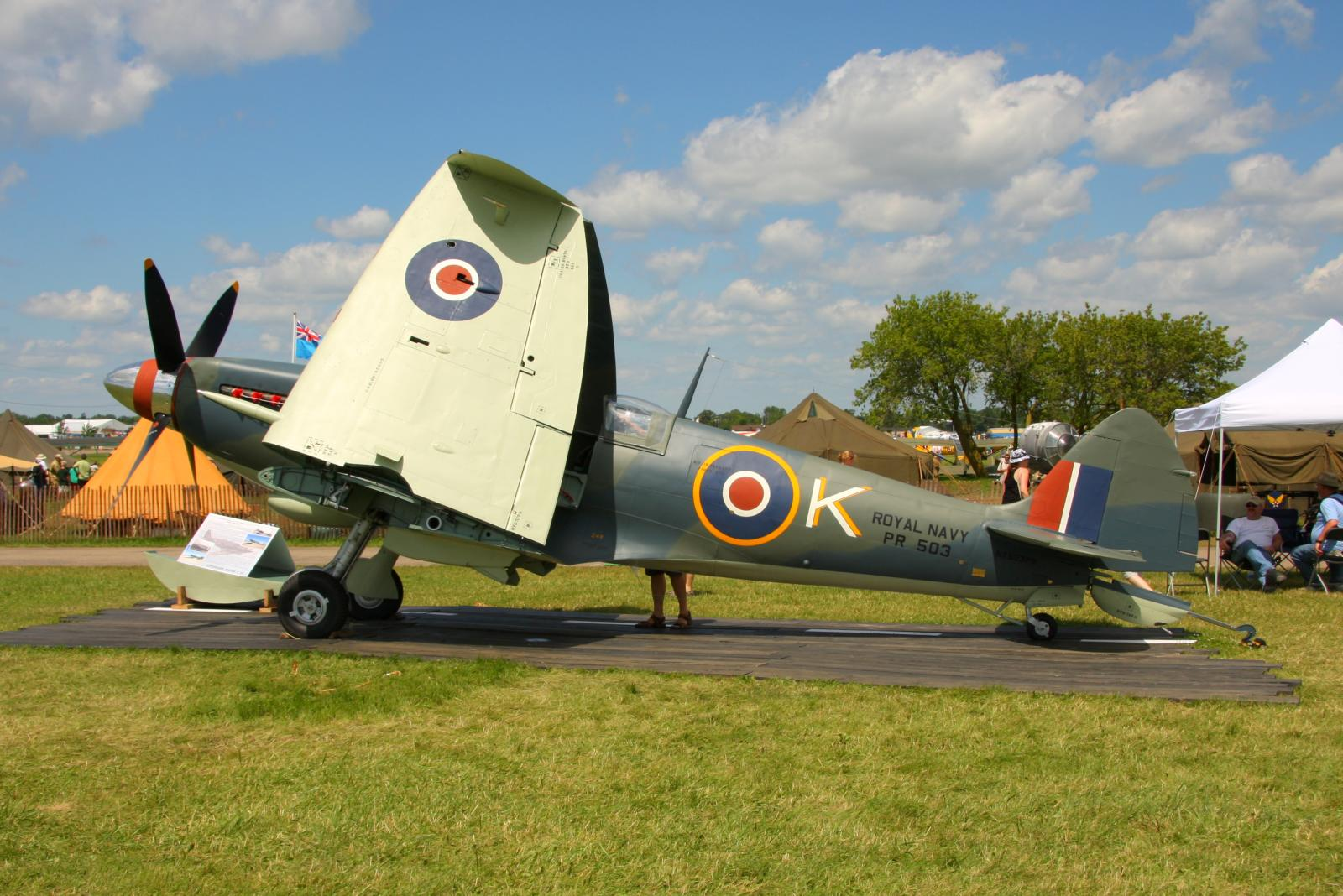
海火十五型，請留意機翼橫切面是典型的克拉克Y翼

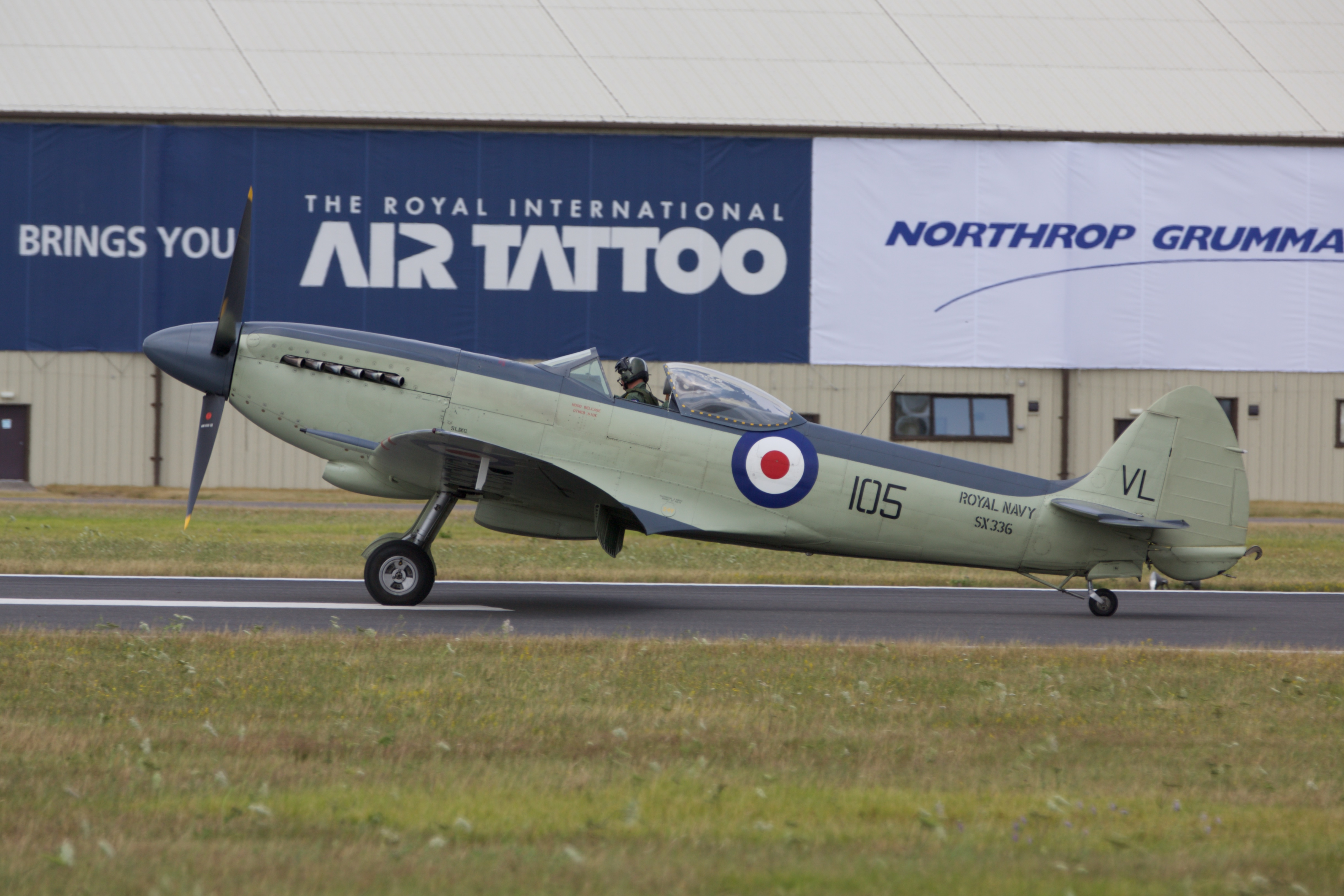
海火十七型

海火式戰鬥機除了海火二C型採用C型翼之外，其餘皆採用B型翼，機翼橫切面是典型的克拉克Y翼，為了飛行員一旦落水後的救援，每架海火皆內有一艘小艇
- 海火 Mk IB型

直接由英國皇家空軍的二手噴火五B型戰鬥機改裝而來，總數有188架，初時還被稱為「有著艦鈎的噴火機」，海火一B型有著艦鈎和方便用起重機吊上艦的吊環，駕駛艙的速度計單位是英哩，機翼不能折起
- 海火 Mk IIC型

改裝自噴火五C型戰鬥機，採用C型翼，這是第二批被改裝成艦載機的噴火，不同於海火一B型是由二手的噴火改裝，海火二C型是由在生產線的噴火改裝而來，總共生產了372架
- 海火Mk III型

海火的主要型號，總共有1220架，機翼能折起以節約艦上存放空間，螺旋槳由三葉改為四葉
- 海火 Mk XV型

由空軍的噴火12型發展而來，改為採用鷹頭獅式發動機，把方向舵下方切掉一小塊和把著艦鈎放在那裡，當海火十五型面世時第二次世界大戰已結束，故當中很多外銷給加拿大
- 海火 Mk XVII型

在海火十五型的基礎上改為水滴形座艙蓋和把後機身降低
- 海火 F. 45型

由噴火21型發展而來，採用五葉螺旋槳，分成戰鬥機型和戰鬥偵察機型，但海火45型的機翼不能折起
- 海火 F. 46型

由噴火22型發展而來，也同樣分成戰鬥機型和戰鬥偵察機型，採用了兩副同軸互相反轉的三葉螺旋槳
- 海火 F. 47型

由噴火24型發展而來，機翼也如同噴火24型有左右機翼皆有2門20毫米口徑機炮，也同樣分成戰鬥機型和戰鬥偵察機型和採用了兩副同軸互相反轉的三葉螺旋槳，海火47型也可以把機翼折起但其翼端是固定
參考資料: BAE System Herritage

## 實戰
海火一B型首先從狂怒號航空母艦上起飛去為參加火炬作戰的劍魚式魚雷轟炸機護航，當中有一架由拜德溫中尉駕駛的海火擊落了一架維琪法國的D-520戰鬥機，首開海火第一個戰果。
海火二C型參加了1943年9月盟軍登陸薩來諾灣戰役。
1942年年底，已有6個英國皇家海軍航空隊配備了海火機，到了第二年也就是1943年年底又多6個，在護航航空母艦上又有4個，絕大多數是能把機翼折起的海火三型，海火機曾和英國皇家空軍的噴火機一起參加北非空戰和諾曼第登陸戰。
1945年初，英國航空母艦怨仇號、不屈號以及護航航空母艦潛行者號、獵人號、追擊者號和攻擊者號來到太平洋戰區，海火機為TBF復仇者式轟炸機護航去轟炸被日軍佔領的印尼蘇門答臘煉油廠，之後還去轟炸仰光和檳城以至日本本土並和日軍零戰五二型丙打空戰。
二次大戰後的1949年10月，海火47型機群自英國航空母艦凱旋號上起飛，用火箭彈攻擊馬來西亞共黨游擊隊，1950年韓戰爆發，海火47型再次由英國航空母艦凱旋號上起飛參戰，在韓戰時，海火47型總共有245架次的戰鬥空巡任務和115架次的對地攻擊任務。

## 圖片

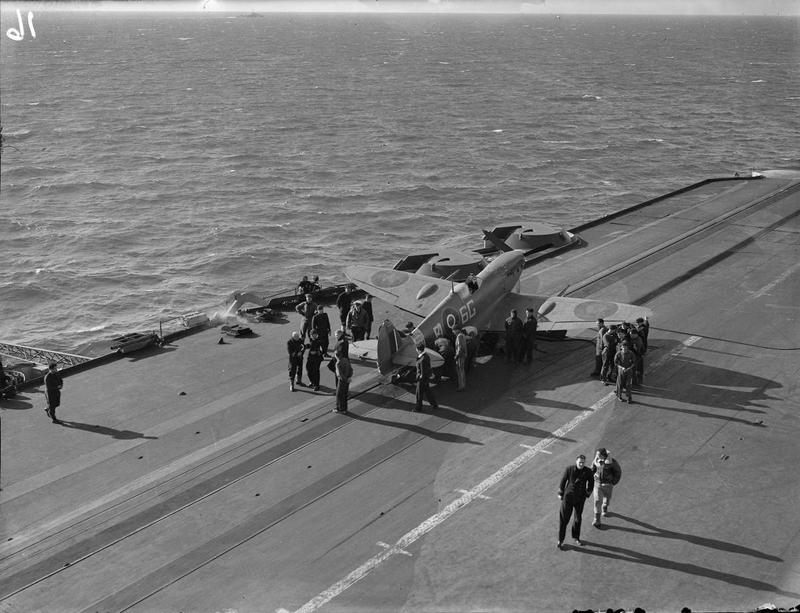
一架正要從航空母艦上起飛的海火機
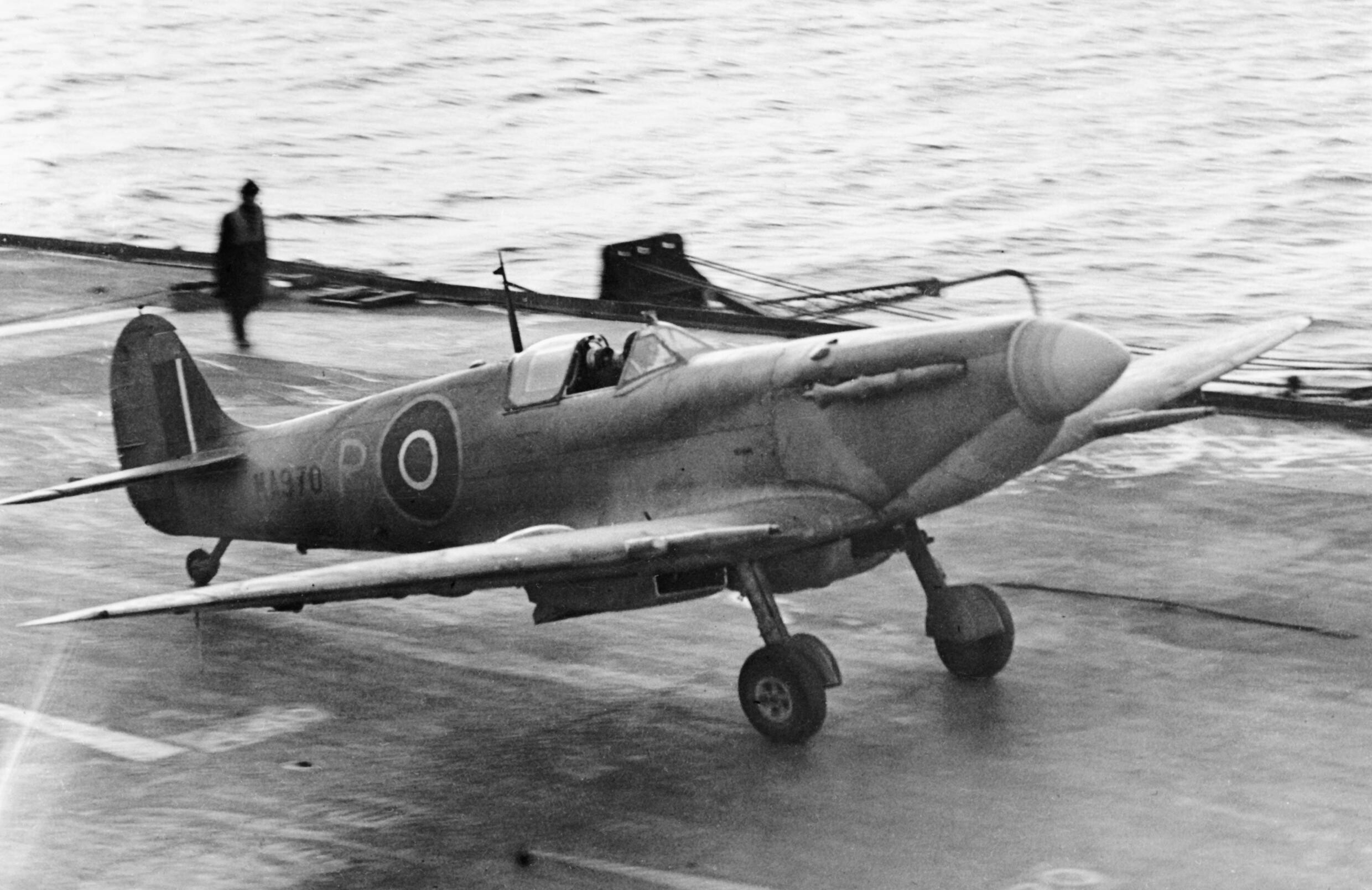
一架正要降落於航空母艦上的海火機
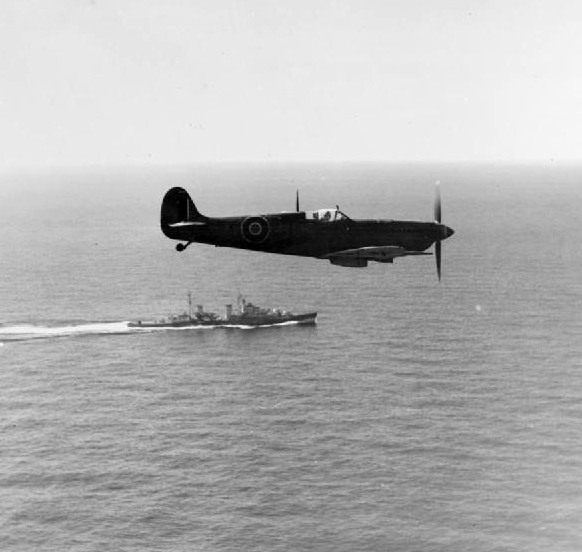
一架在海上飛行的海火機
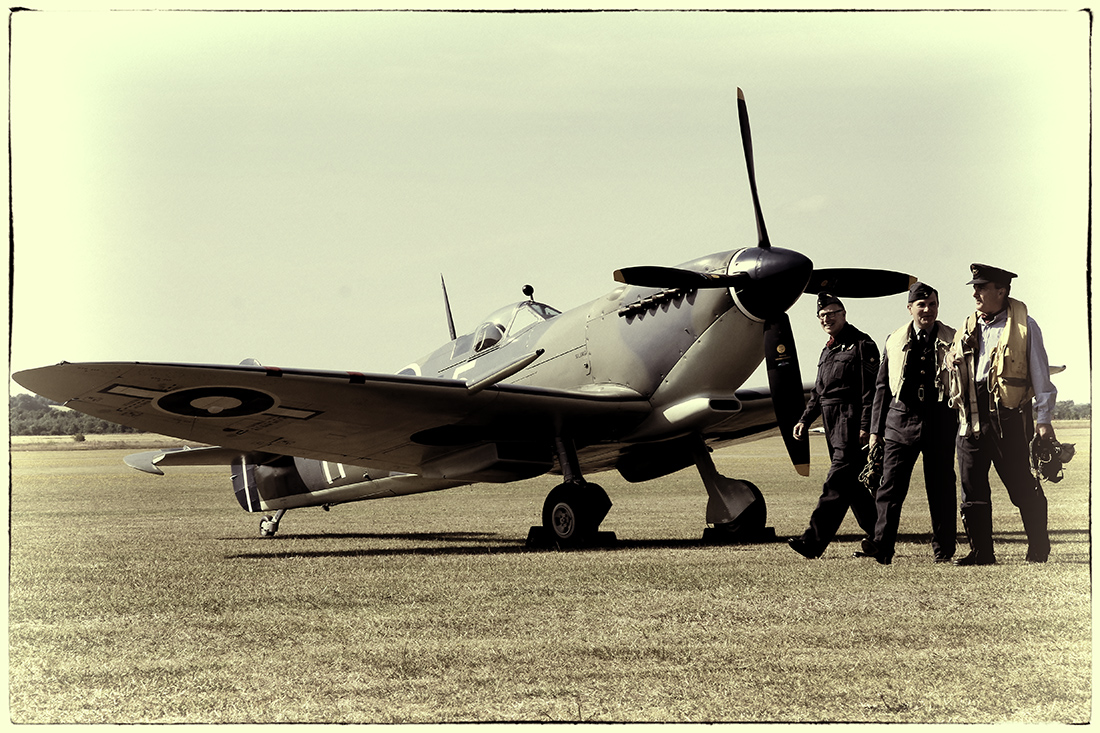
海火三型為海火最主要的參戰機型
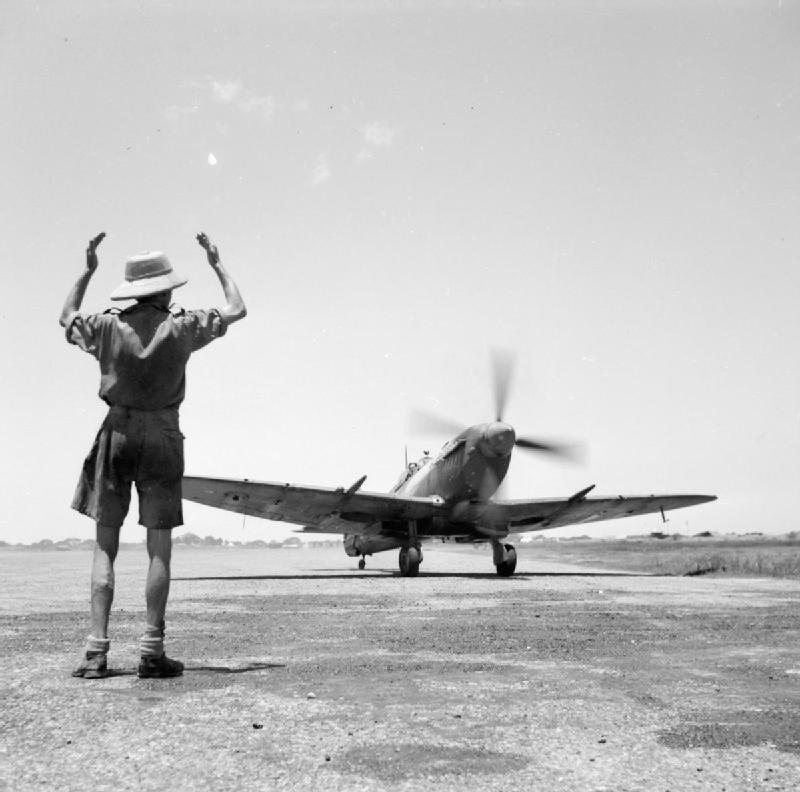
一架在陸上機場的海火三型，此相攝於緬甸
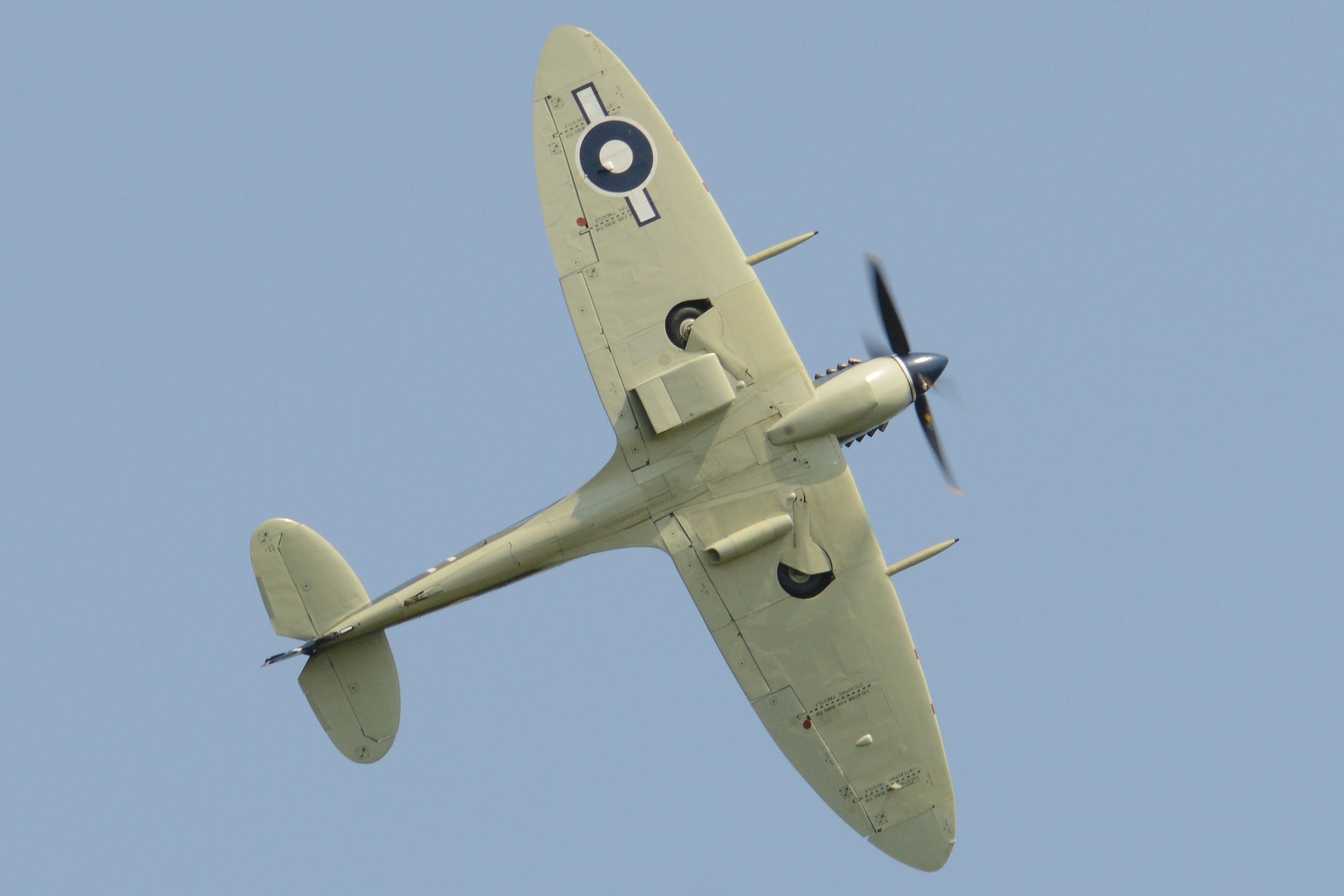
從海火的機底可見其機底的著艦鈎
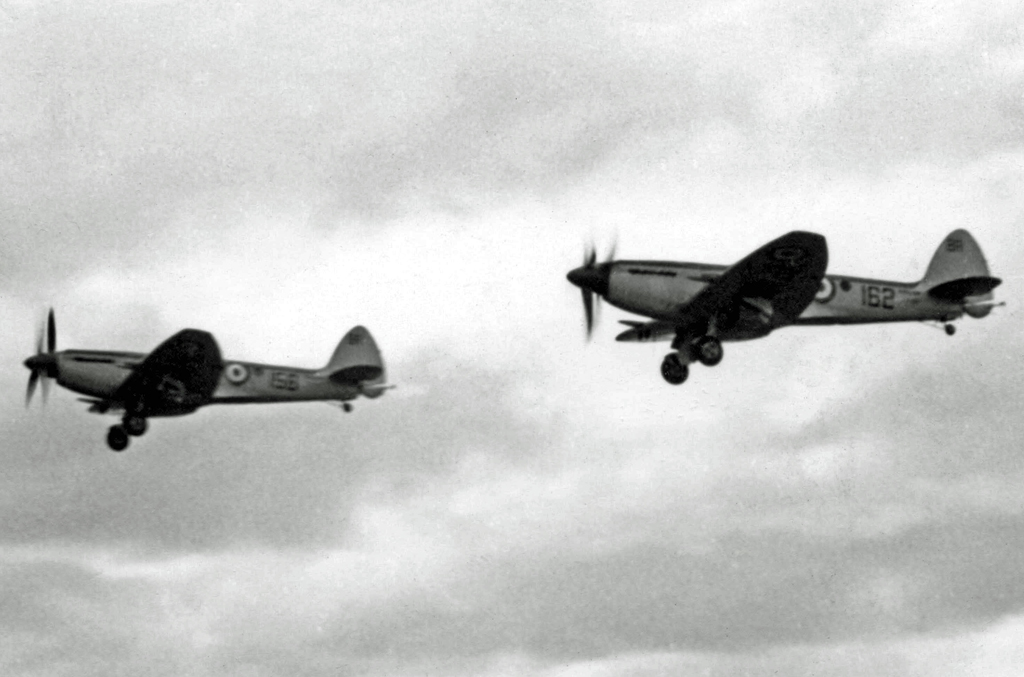
兩架海火47型戰鬥機，請留意它們是採用了兩副三葉螺旋槳
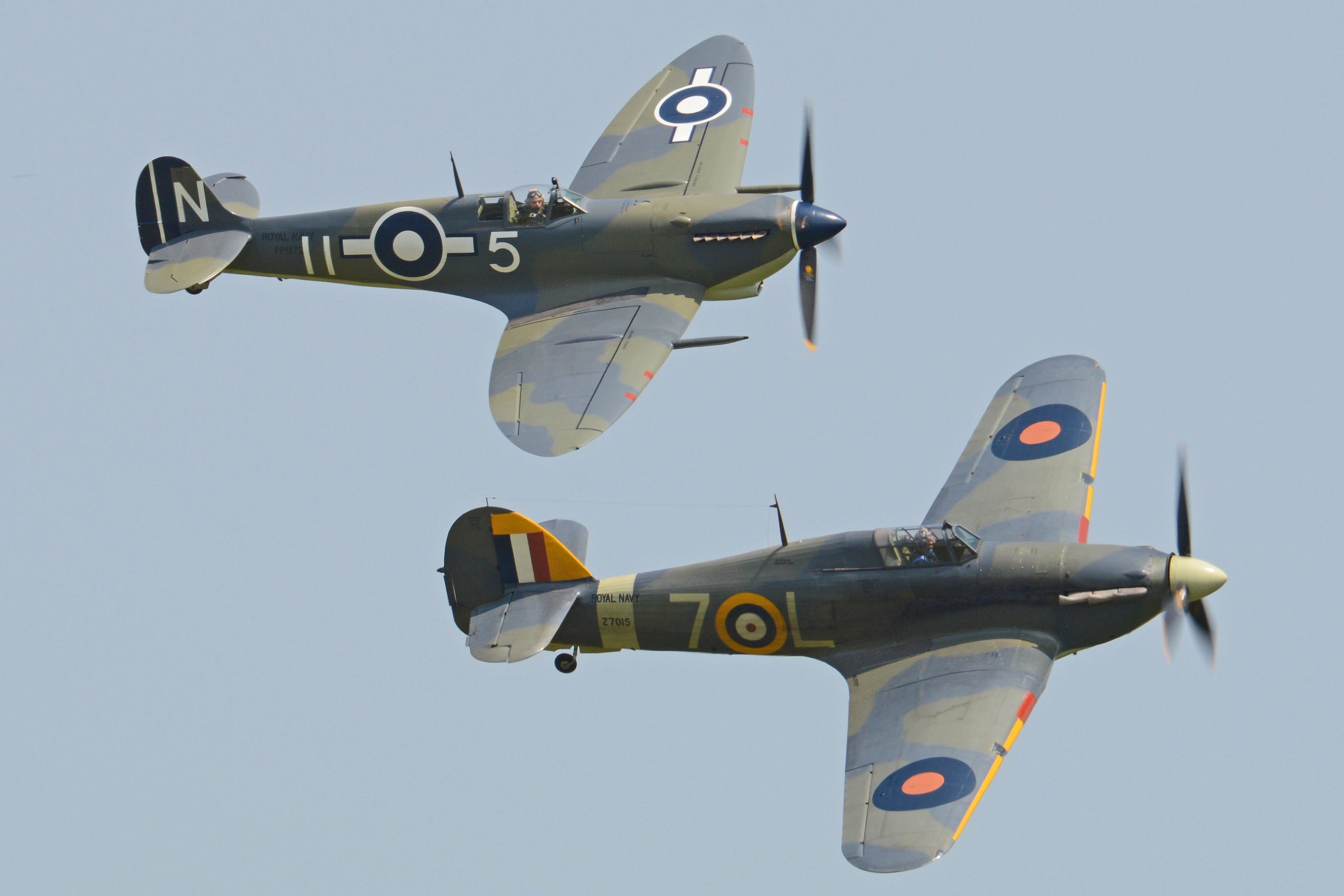
海火和海颶風

## 使用國家

海火17型三視圖

- 英国（生產國）
- 法國
- 加拿大
- 爱尔兰

## 外部連結
- 海噴火